# Larry Stewart (philanthrope)
 (mai 2015).
Si vous disposez d'ouvrages ou d'articles de référence ou si vous connaissez des sites web de qualité traitant du thème abordé ici, merci de compléter l'article en donnant les références utiles à sa vérifiabilité et en les liant à la section « Notes et références ».
Pour les articles homonymes, voir Stewart et Larry Stewart.
Larry Stewart, connu aux États-Unis sous le nom de « secret santa », (1948 - 2007) est un philanthrope américain.
Millionnaire grâce à la télévision par câble et au téléphone longue distance, il avait pour habitude, tous les Noël, de parcourir les rues en donnant de l'argent aux nécessiteux, en tout 1,3 million de dollars, souvent en liquide et dans la rue. Il est mort le 12 janvier 2007 d'un cancer de l'œsophage